# Championnat international d'escrime 1930
Navigation
Édition précédente Édition suivante
La huitième édition du Championnat international d'escrime en 1930 s'est déroulé à Liège en Belgique. 

## Résultats
| Épreuves                               | Or | Argent | Bronze |
| -------------------------------------- | --- | --- | --- |
| Épée                                   | | | |
| Hommes individuel résultats détaillés  | Philippe Cattiau                                                                                                | Alfredo Pezzana | André Rossignol |
| Hommes par équipes résultats détaillés | Belgique- Émile Barbier - Xavier de Beukelaer - Charles Debeur - Charles Delporte - Willy Osterrieth - Léon Tom | Italie- Carlo Agostoni - Giancarlo Cornaggia-Medici - Renzo Minoli - Saverio Ragno - Franco Riccardi - Alfredo Pezzana | France- André Baur - Philippe Cattiau - André Labatut - Jean Lacroix - André Rossignol - Bernard Schmetz                     |
| Fleuret                                | | | |
| Hommes individuel résultats détaillés  | Giulio Gaudini                                                                                                  | Gustavo Marzi | Gioacchino Guaragna |
| Hommes par équipes résultats détaillés | Italie- Giulio Gaudini - Gioacchino Guaragna - Gustavo Marzi - Ugo Pignotti - Saverio Ragno - Rodolfo Terlizzi  | France- René Bougnol - Philippe Cattiau - Jacques Coutrot - Édouard Gardère - René Lemoine                             | Belgique- Raymond Bru - Georges de Bourguignon - Max Janlet - Pierre Pêcher - Robert T'Sas - Édouard Yves                    |
| Femmes individuel résultats détaillés  | Jenny Addams | Germana Schwaiger | Mary Ann Venables |
| Sabre                                  | | | |
| Hommes individuel résultats détaillés  | György Piller                                                                                                   | Attila Petschauer | György Doros |
| Hommes par équipes résultats détaillés | Hongrie- János Garay - Gyula Glykais - Sándor Gombos - Attila Petschauer - György Piller - József Rády          | Italie- Renato Anselmi - Arturo De Vecchi - Giulio Gaudini - Gustavo Marzi - Alfredo Pezzana - Emilio Salafia          | Pologne- Kazimierz Laskowski - Leszek Lubicz-Nycz - Adam Papée - Władysław Segda - Kazimierz Szempliński - Tadeusz Friedrich |

## Tableau des médailles
| Rang  | Nation      | Or | Argent | Bronze | Total |
| ----- | ----------- | -- | ------ | ------ | ----- |
| 1     | Italie      | 2  | 5      | 1      | 8     |
| 2     | Hongrie     | 2  | 1      | 1      | 4     |
| 3     | Belgique    | 2  | 0      | 1      | 3     |
| 4     | France      | 1  | 1      | 2      | 4     |
| 5     | Pologne     | 0  | 0      | 1      | 1     |
| -     | Royaume-Uni | 0  | 0      | 1      | 1     |
| TOTAL | TOTAL       | 7  | 7      | 7      | 21    |